# Slatina (Preseka)
Slatina is een plaats in de gemeente Preseka in de Kroatische provincie Zagreb. De plaats telt 121 inwoners (2001).